# ياماغاتا غيفو
ياماغاتا غيفو (بالإنجليزية: Yamagata, Gifu)‏ هي مدينة تقع في اليابان في محافظة غيفو.  يقدر عدد سكانها بـ 28,878 نسمة .